# Yorkicystis haefneri
Yorkicystis haefneri è un echinoderma estinto appartenente alla classe edrioasteroidea, vissuto nel Cambriano medio, circa 510 milioni di anni fa. Sono stati rinvenuti i resti di due soli esemplari, all'interno della formazione Kinzers presso York, in Pennsylvania.

## Descrizione
Y. haefneri possedeva un corpo centrale di forma globulare, dal quale si diramavano cinque braccia dritte dette amblulacri, lunghe tra i 20 e i 24 mm. Solamente queste ultime erano ricoperte da una struttura rigida, mentre il corpo centrale non risultava essere mineralizzato.